# Comuna Vrbje, Slavonski Brod-Posavina
Vrbje este o comună în cantonul Slavonski Brod-Posavina, Croația, având o populație de 2.215 locuitori (2011).

## Demografie
Componența etnică a comunei Vrbje
     Croați (99,41%)
     Necunoscut (0,09%)
     Neclasificat (0,45%)
Componența confesională a comunei Vrbje
     Catolici (99,01%)
     Necunoscută (0,18%)
     Alte religii (0,81%)
Conform recensământului din 2011, comuna Vrbje avea 2.215 locuitori. Din punct de vedere etnic, majoritatea locuitorilor (99,41%) erau croați. Apartenența etnică nu este cunoscută în cazul a 0,09% din locuitori. Din punct de vedere confesional, majoritatea locuitorilor (99,01%) erau catolici. Pentru 0,18% din locuitori nu este cunoscută apartenența confesională.